# タチアナ・サモイロワ
タチアナ・エフゲニエヴナ・サモイロワ（Tatiana Yevgenyevna Samoilova、1934年5月4日 - 2014年5月4日）は、ソビエト連邦の女優。

## 出演作品
- アンナ・カレーニナ
- 送られなかった手紙
- 戦争と貞操（鶴は翔んでゆく）